# Équipe du pays de Galles de rugby à XV à la Coupe du monde 2003
L' Équipe du pays de Galles de rugby à XV à la Coupe du monde 2003 est éliminée en quart de finale par l'équipe d'Angleterre.

## Liste des joueurs
Les joueurs suivants ont joué pendant cette coupe du monde 2003.

### Première ligne
- Iestyn Thomas
- Mefin Davies
- Gethin Jenkins
- Adam Jones
- Chris Wyatt
- Robin McBryde
- Huw Bennett

### Deuxième ligne
- Gareth Llewellyn
- Robert Sidoli
- Brent Cockbain

### Troisième ligne
- Colin Charvis  (capitaine)
- Dafydd Jones
- Martyn Williams
- Alix Popham
- Jonathan Thomas

### Demi de mêlée
- Gareth Cooper
- Dwayne Peel

### Demi d’ouverture
- Stephen Jones
- Ceri Sweeney

### Trois-quarts centre
- Iestyn Harris
- Mark Taylor
- Sonny Parker

### Trois-quarts aile
- Tom Shanklin
- Gareth Thomas
- Mark Jones

### Arrière
- Rhys Williams
- Kevin Morgan

## Statistiques

### Meilleurs marqueurs d'essais
- Colin Charvis : 3 essais

### Meilleur réalisateur
- Stephen Jones : 36 points